# علی‌آباد (قلعه زری)
علی‌آباد یک روستا در ایران است که در دهستان قلعه زری شهرستان خوسف واقع شده‌است. علی‌آباد ۴۶ نفر جمعیت دارد.